# Apple II

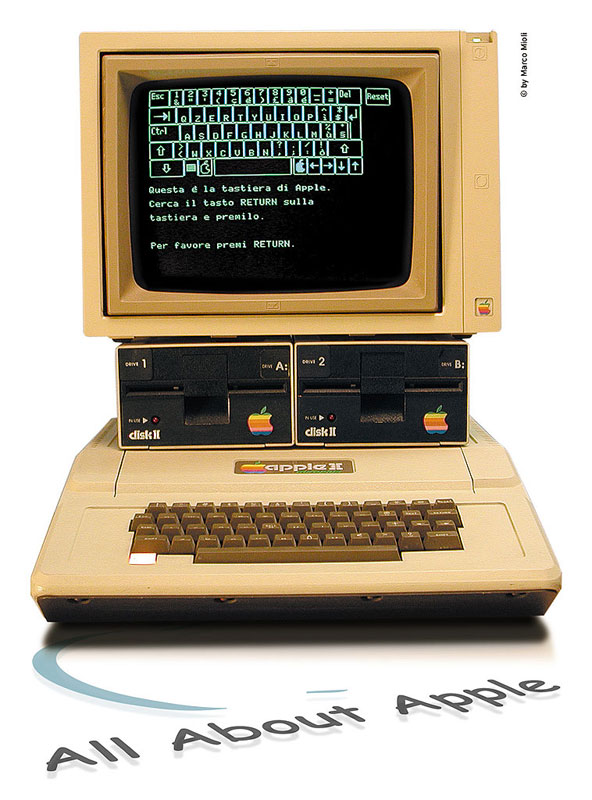
本体上にモニタと2台のフロッピードライブを載せた Apple II

Apple II（アップル・ツー）は、Appleが1977年に発表したパーソナルコンピューター（ないしホームコンピューター。当時の分類としてはマイクロコンピューターである。「Apple ][」と表記されることもあるが、これは実機の筐体蓋の金属プレートのロゴの形状を模したもの。また、起動時にもディスプレイ上にこのように表示されていた。

## 概要
Apple Iの成功でそのようなコンピュータの潜在的な市場が存在することを確信したスティーブ・ジョブズらにより、専門の技術者ではない一般的な愛好家などでも使えるコンピュータとして製造された。AppleはApple IIを、他の当時のマイクロコンピュータと差別化すべく、ホームコンピュータとして宣伝した。名前こそApple Iの後継という形態だが、完全な完成品として出荷されたApple IIとは異なり、Apple Iは（当時の他のキットとは異なり、プリント基板上の部品こそ完全に実装されてはいたものの）購入者が組立てる必要があり、基本的には別種の商品ジャンルのものとされている。
コンピュータの愛好家に受け入れられ、また多数のアプリケーションソフトウェアが開発されたため、よりホームユーザに支持されるようになり、教育現場などでも用いられ、米国ではホームコンピュータというジャンルは受け入れられ定着したものとなった。
Apple IIの大成功は、フロッピーディスクドライブであるディスクII（1978年7月発売）が極めて早い段階で非常に安価に提供された事がその要因の一つであり、普及におけるキラーアプリケーションとなった表計算ソフト「VisiCalc」（ビジカルク、1979年10月発売）もディスクメディアベースで発売された。
世界での販売台数は 1978年に7,600台、1979年に35,100台、1980年に78,100台、1981年には約18万、1982年に約30万台と毎年倍々に増加し、パーソナルコンピュータの普及に貢献すると共にAppleの礎を築いた。生産は1993年まで続き、総計500万台が生産された。日本への輸出台数は1979年の1年間に約5,200台。1980年に東レが販売総代理店になってから、Apple II J-plusと合わせて1982年までに約2万台を販売した。

## 特徴
Apple I と同様、スティーブ・ウォズニアックがソフト・ハード共に、ほぼ独力で開発した。

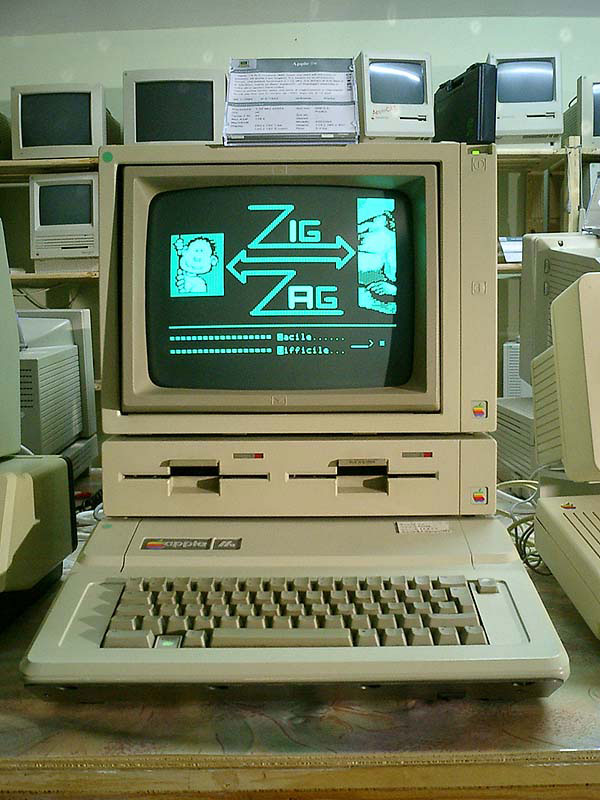
Apple IIe と DuoDisk と Monitor II

それまでのAltairやIMSAIと異なり、キーボード、CPU、メモリ、画像出力装置、音声出力装置、外部記憶装置とのインタフェース、プログラム用言語などを単一のパッケージとして内蔵した「最初のオールインワンタイプのコンピュータ製品」であった。
本体はキーボードと一体化した形状で、後にパーソナルコンピュータの標準的な形態となったキーボードと本体が分離しているセパレートタイプ（当時はデタッチャブルタイプと呼ばれた）ではない。この形状はオリベッティのポータブルタイプライターをイメージしたという。
Apple II では、画像出力用のNTSCビデオ出力から家庭用テレビにカラー表示することが標準構成で可能だった。
それまでの個人向けコンピュータでは、テレタイプ端末やビデオターミナルなどを使用してキャラクタ（文字）入出力を行うものが普通であり、標準的な構成でグラフィック表現力を持つ製品はほとんど存在しなかった。これらの環境でグラフィックを利用するには、高価なフレームバッファを別途に購入し、後付けで機能を追加できるケースもあったが、フレームバッファの製品が異なると互換性が無く、絶対数も乏しかったため、利用するには自分でプログラムコードを書くことを要求された。
標準でグラフィック表示が可能な Apple II の登場は、当時のテレビゲームファンを惹き付け、また、ゲームI/Oという2つのA/Dコンバータを備えた入力端子が一系統、標準で実装されており、これを利用してゲームパドルやジョイスティックを簡単に接続できたこともあって、多くのゲームが Apple II 上で開発された（ゲームパドルと LITTLE BRICK OUT というブロック崩しゲームが標準添付品だった）。
後にスタンダードモデルと呼ばれる初期型モデルはCPUは6502でクロックは1MHz、ROMは8キロバイト、BASICインタプリタである Integer BASIC（6K BASIC とも言われ、数値は整数型のみ扱える）、モニタプログラム、ミニアセンブラ、浮動小数点パッケージ、16ビットCPUエミュレータSweet16 が内蔵され、BASIC 以外のモニタ部分のソースコードは公開されていた。マイクロソフト製の Applesoft BASIC（10K BASICとも言われ、数値は浮動小数点型も扱える）を搭載し、電源投入時にモニタプログラムではなくBASICインタプリタが起動するplus、さらに日本向けにカタカナ表示を可能としたJ-plusも発売された。後継機種のApple IIeが登場しても、しばらくは3機種とも併売されていた。

### 画像表示
画像表示は次の3つのモードがある。
- テキストモード 40文字×24行 モノクロ（反転表示、点滅表示あり）
- 低解像度グラフィック 40ドット×48ドット 15色
- 高解像度グラフィック 280ドット×192ドット 6色（初期モデルは4色）

グラフィックモードは、現在のグラフィック表示ボードのようにピクセルやバイト単位のプレーン、RGB順などに独立して実装されてはおらず、ビデオメモリの1ビットが画面上の1ピクセルに対応する。基本的には1ピクセル＝1ビットの情報量しか持たないが、ビデオメモリ1バイト中の7ビットをピクセルとして使用し、最上位ビットは色セットの指定に使われた。色指定は、最上位ビットと画面上の隣り合ったピクセルのオン・オフの組み合わせで行なう。隣り合ったビットを同時にオンにすると白、同時にOFFにすると黒となり、どちらかだけをオンにするとビットの位置に応じた特定の色が表示される。モノクロ表示にすると最上位ビットをオンにすることで描画が半ドットずれて擬似的に横の解像度を倍にすることが出来た。
また、ビデオメモリの実装アドレスは連続しておらず、1ラスタごとに先頭アドレスは二進数の桁上がりで切りの良いアドレスに配置され、飛び石状に配置されている。これは、CRTCの実装を容易なものとした際の副作用であるが、二進数で演算を行うCPUがビデオメモリ上の参照アドレスを演算する際にも（二進数で）切りの良い数字で桁合わせが可能となる（桁合わせの際に、数ステートの命令を省略できうる）というメリットを生じた。
なお、ビデオメモリが1バイトあたり7ピクセルとなっているのは、本体のマスタークロックである14MHzの分周に処理を合わせるためで、4色しか表示できない初期モデルでは、色指定用のビットは未使用ビットとなっていた。
| 色  | ビットパターン |
| --- | -------------- |
| 黒  | ○○○○○○○○       |
| 白  | ○○○●●○○○       |
| 色1 | ○○○●○○○○       |
| 色2 | ○○○○●○○○       |
| 色3 | ●○○●○○○○       |
| 色4 | ●○○○●○○○       |

●オン
○オフ
低解像度グラフィック、高解像度グラフィックにおいては、画面の下4行のみをテキストモードとして表示することもできた（その分、グラフィックの表示領域は狭くなる）。このモードを効果的に活用して一世を風靡したのが、『ミステリーハウス』を嚆矢とするグラフィックアドベンチャーゲームである。

## 拡張性

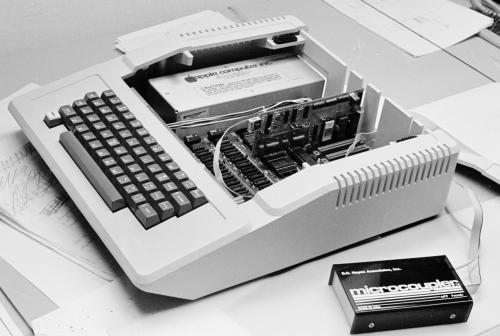
外部 モデムを接続した Apple II。内部構造が確認できる。

本体後方にエッジ・コネクタを備えた8個のスロットが設けられており、そこに拡張カードを挿入することにより、様々な周辺機器と接続することができた。フロッピーディスク用やプリンタ用など、各種の拡張インタフェースカードがAppleから発売された。各スロットには専用のI/O空間とプログラム領域が割り当てられており、カードを挿すことでカード上に持っているデバイスドライバがアドオンされ、即使用可能となる作りになっていた。
8つある拡張スロットは0番と7番が特殊な仕様になっており、スロット0番は内蔵のROMエリアと切り替えができ、内蔵のインタプリタと切り替えて別の言語を使用したり、RAMに置き換えて64KBのメモリエリアを全てRAMにする場合に使用された。スロット7番はカラーリファレンスと同期信号が出力されており、標準のNTSCビデオ出力ではなくPALやRGBで映像信号を取り出す際に使用された。スロット1 - 6番は特別な仕様の違いはないが、本体起動時にオートスタートROMがスロット7から降順でFDDのコントローラカードを探しにいく仕様のため、最初のFDDコントローラカードは（7番をリザーブして）スロット6番に挿すのが半固定となっていた。また厳密な決まりではないが1番スロットはパラレルI/F、2番スロットはシリアルI/F、3番スロットはコンソール出力に使うのが暗黙のルールになっており、Apple IIeではメモリを増設してPR#3と入力することで80桁表示に切り替えることができた。
Apple IIに続いて他社から発売されたパーソナルコンピュータの一部には、このような拡張インタフェースを持たないものや、内部をユーザには公開していないものもあったが、Apple IIでは回路図が公開されていたため、ユーザが拡張インタフェースカードを自作することが可能で、様々な拡張インタフェースカードが作られた。サードパーティーからも多種のカードが販売された。中には本体のCPUをバイパスし、拡張カード上の他のCPU（Z80や6809、8088やMC68008）を動作させるものなどもあった。日本国内向けには、8088 が搭載された16-bitカード New88CARD(64KByte RAM付き)が1982年に発売され、CP/M-86を含んで223,000円であった(MS-DOSを動作させることも可能)。他の機械装置と手軽に接続できるこの拡張性の高さと柔軟性が、 Apple IIにさらに多くのホビイストをひきつけた。

### 純正オプション
以下は、Apple II J-plusのカタログに記載されているオプション群である。表記はカタログ記載に準じた。
- AppleディスクII フロッピーディスクサブシステム
- Appleグラフィック・タブレット
- Appleインターフェイス・カード
  - シリアル・インターフェイス・カード
  - パラレル・プリンター・インターフェイス・カード
  - コミュニケーションズ・インターフェイス・カード
- Appleランゲージ・システム
  - Apple Pascal
  - Apple FORTRAN
  - Apple PILOT
- 整数 BASIC カード
- アプリケーションプログラム
  - Appleライター
  - Appleプロット
  - Appleポスト
  - シェル・ゲーム
- サイレンタイプ（サーマル・プリンター）

## Apple IIの後継機種と戦略
ユーザに支持されたApple IIはApple II plus、Apple IIe、Apple IIc、Apple IIGSなどの後継機種を生み出すにいたったが、Appleは必ずしもこれを好ましく思わず、後にビジネス向けに開発されるApple IIIに尽力するようになるが、Apple IIIは失敗し、3億ドルの損失が出たと言われる。

## キーボード
Apple IIといえば、本体とキーボードが一体化した姿が代表的であるが、Apple IIGSは本体とキーボードが分離しており、また見た目も Apple IIシリーズよりはMacintoshシリーズに似ている。

### Apple IIのAppleキーとMacintoshのコマンドキーの関係
Apple IIe以降のApple IIのキーボードには、Appleマークが表示されたAppleキーという修飾キーがある。

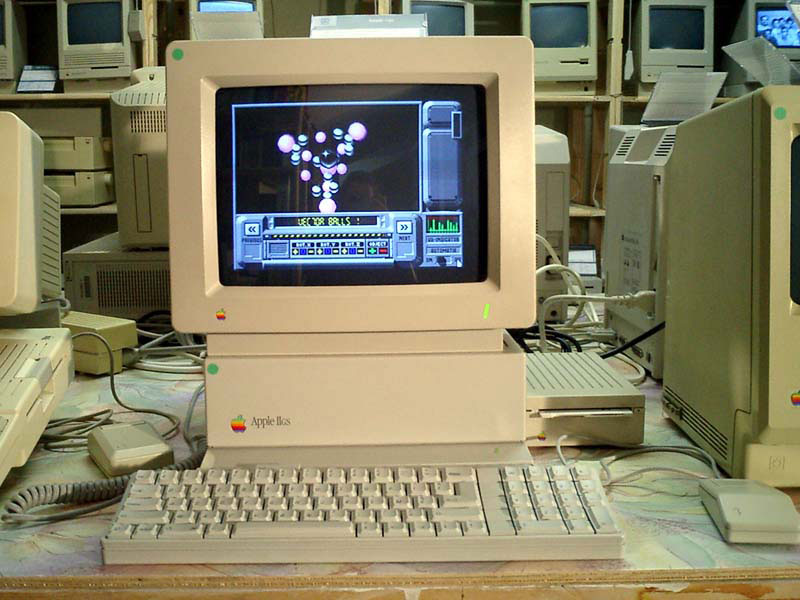
Apple II GS（キーボード・マウス付き）

また、Macintosh用のキーボードにはコマンドキーという修飾キーがある。このコマンドキーは、かつて「command」「cmd」のような文字表示はなく、Appleマークと四葉のクローバー似のコマンドマークが並んでいる珍しい表示になっていた（初代の Apple Macintosh Keyboard はAppleマークが無くコマンドマークのみ）。このようになった理由は、以下のようなものであった。
この当時、Macintoshではキーボードが本体に付属しておらず、別途16,000円ほどのApple Keyboardを購入する必要があったが、Macユーザの間ではApple II GSに付属するキーボードの評判が高く、中古のApple II GSキーボードを買い求める人が少なくなかった。中古市場においては、Apple II GS用キーボードが欠品する現象も発生した。後にMacintosh Classicが登場した際、専用のキーボードはApple Keyboard IIという廉価な製品に置き換えられたが、この時もキーボードにこだわりを持つユーザ層は、前モデルのApple KeyboardやApple II GS付属キーボードを探し歩くこととなった。なお、2つのマークを並べる表示は、2007年8月に販売開始されたApple Keyboardの以前は、Macintoshのキーボードにも伝統的に継続されていた。

## バリエーション

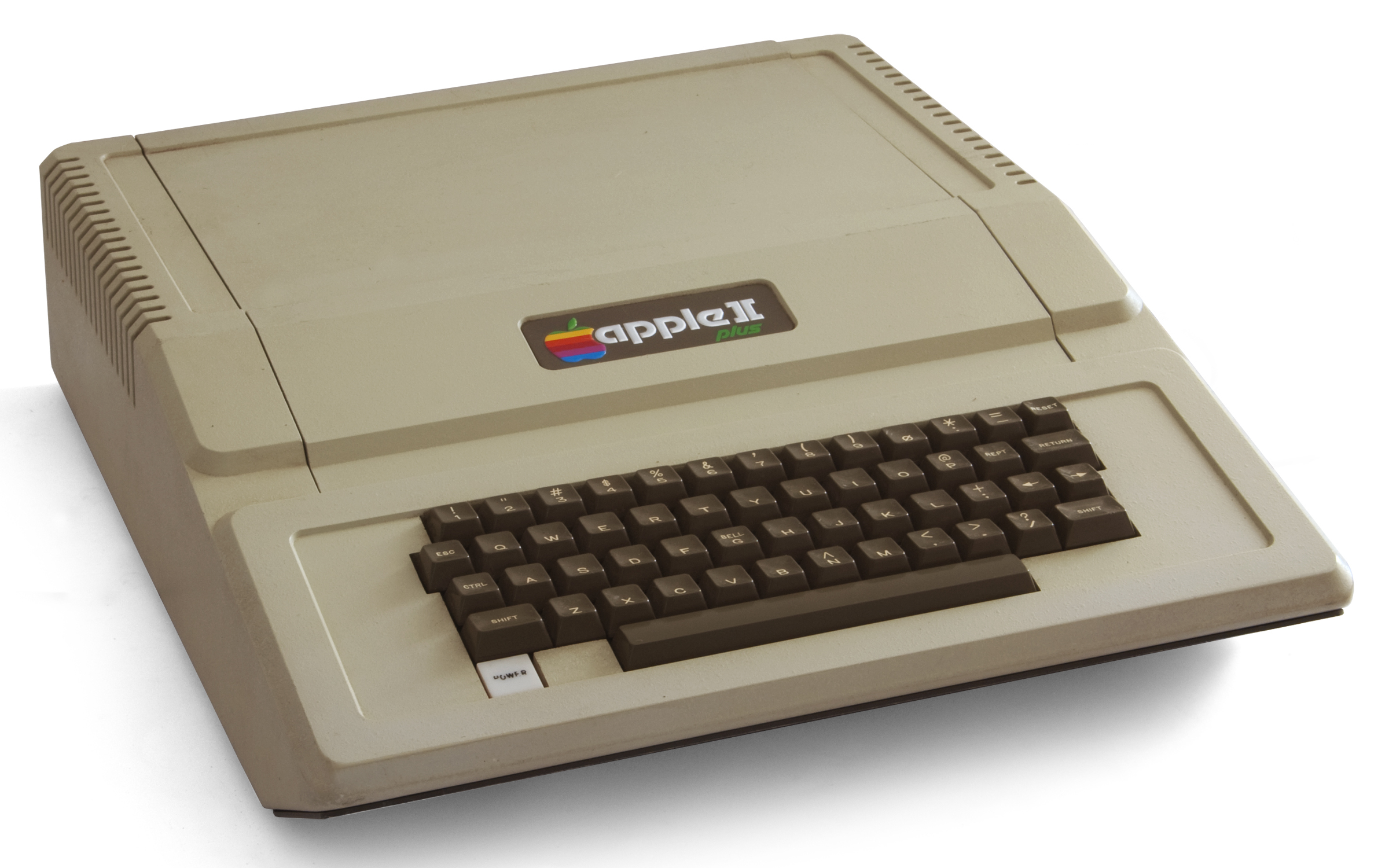
Apple II Plus
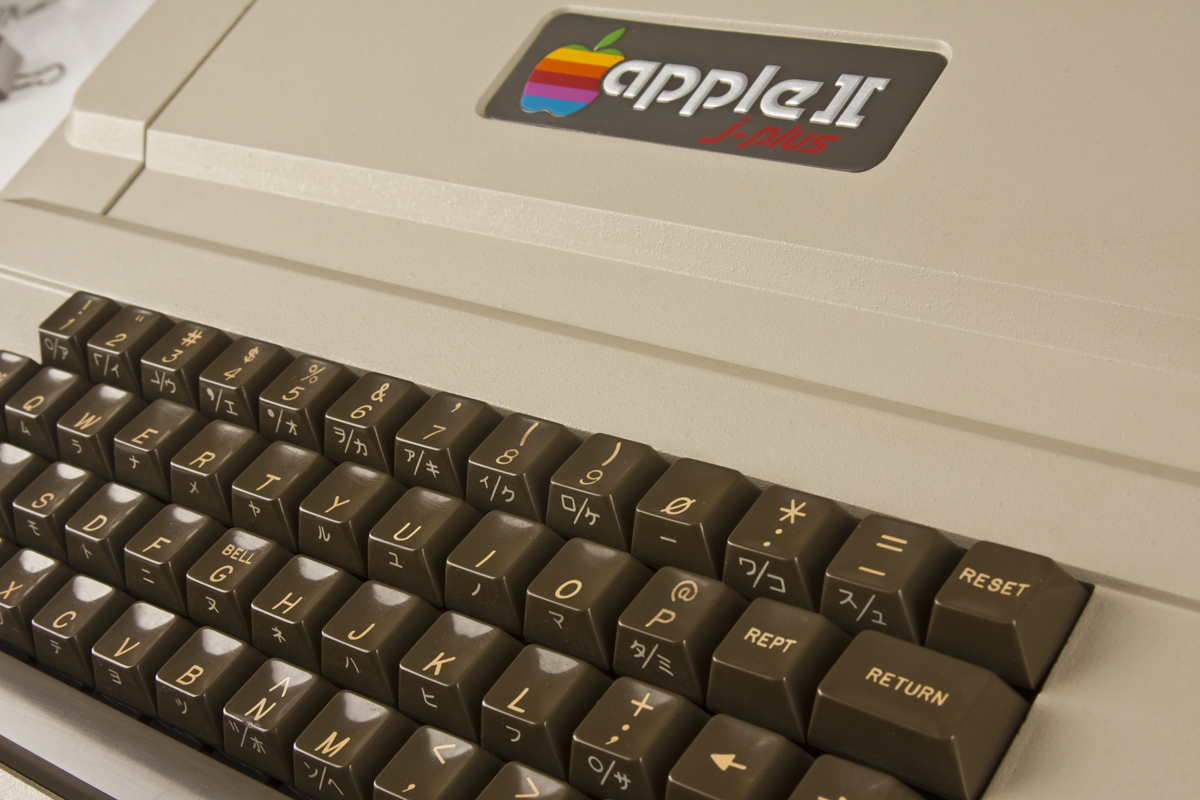
Apple II J-Plus
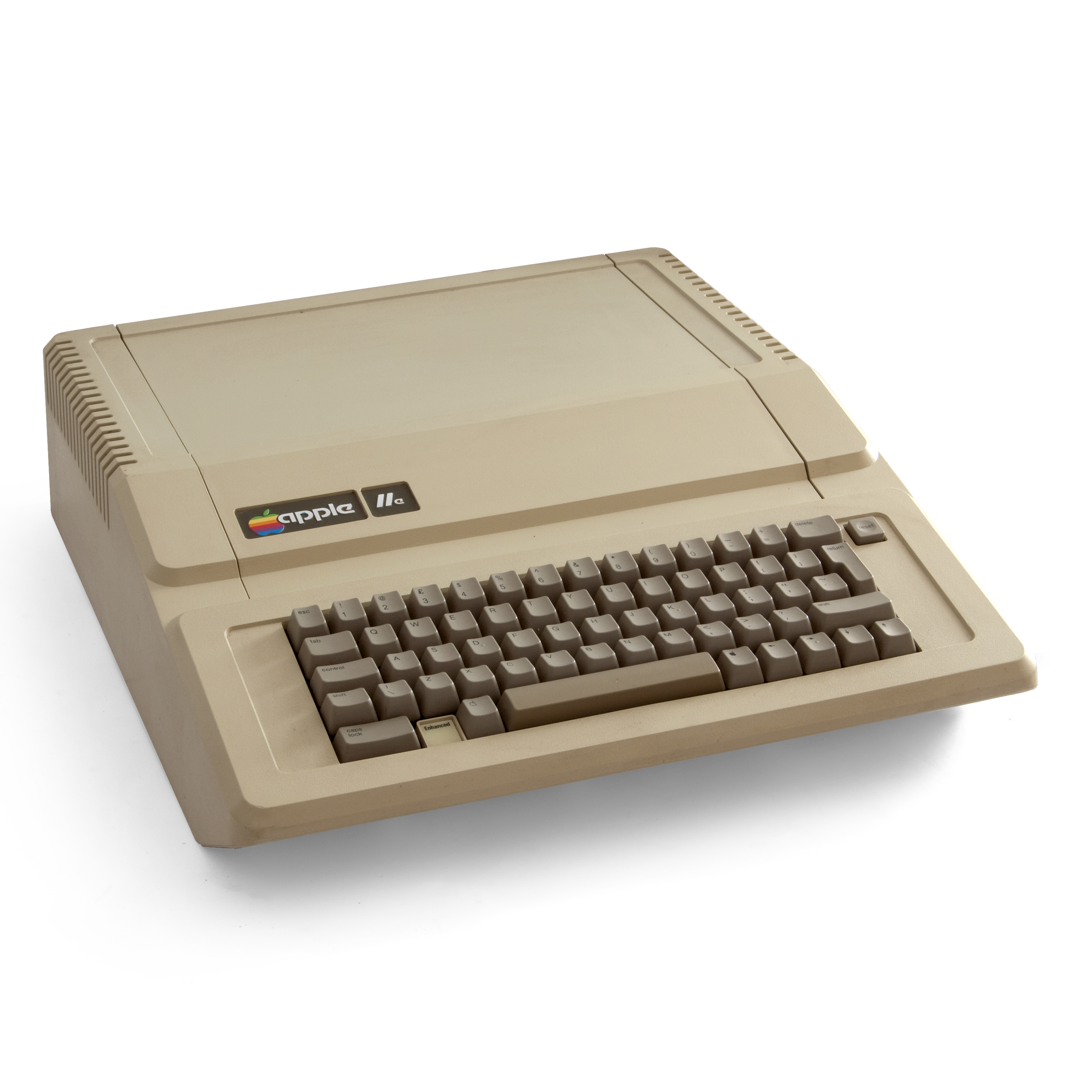
Enhanced Apple IIe
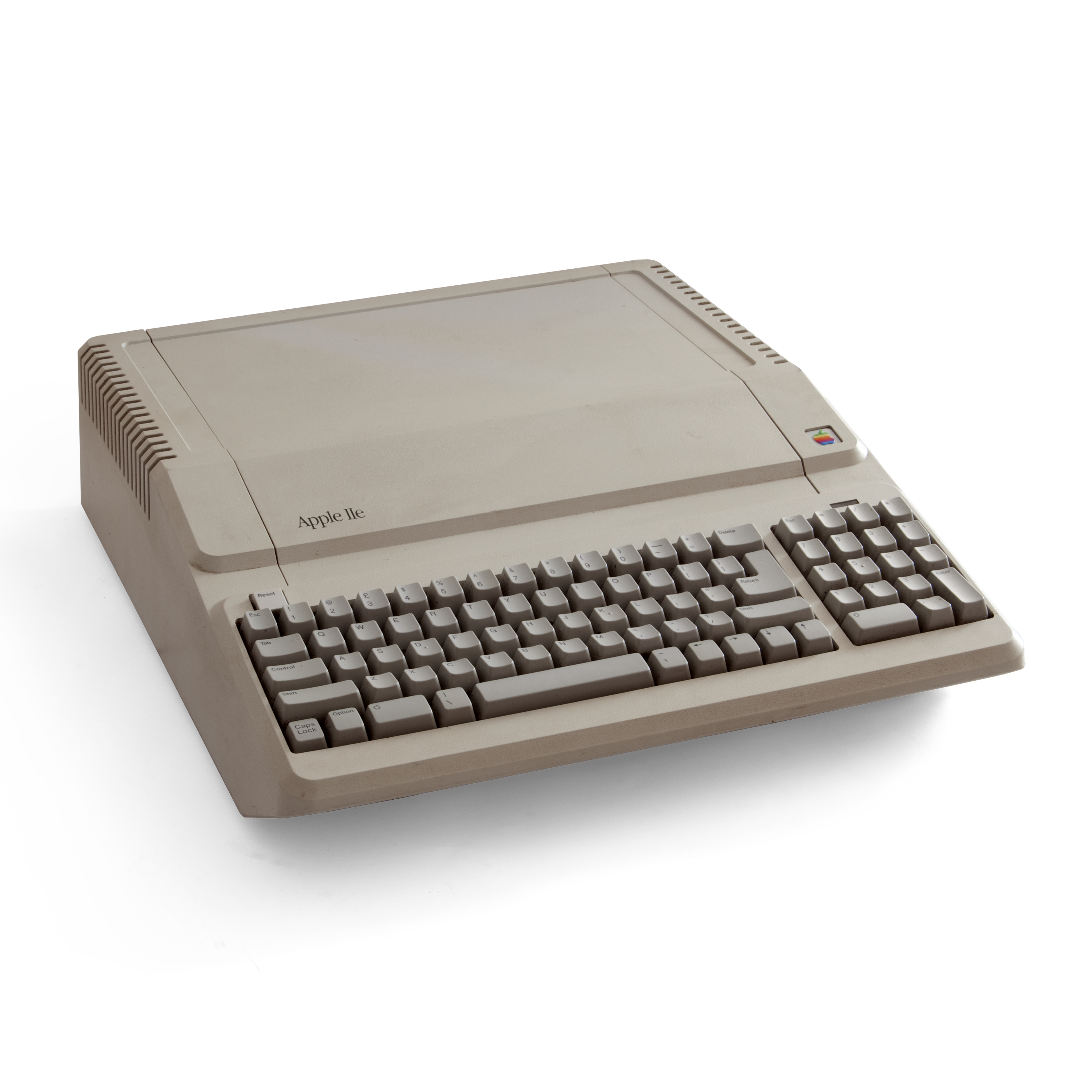
テンキー付き Apple IIe
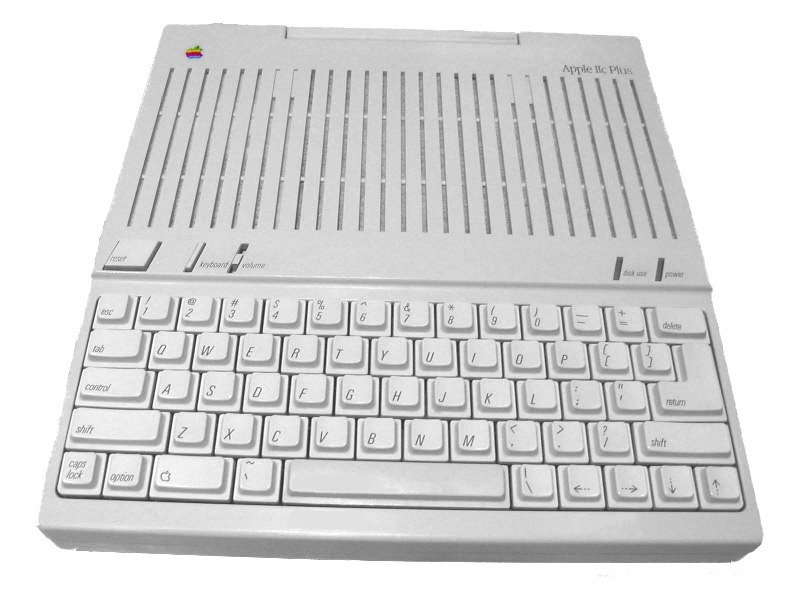
Apple IIc Plus
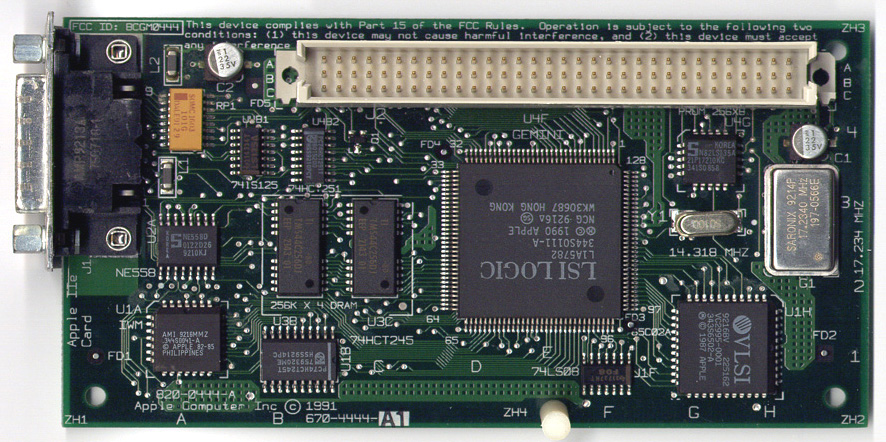
Apple IIe Card。中央にあるのがMEGA II チップ
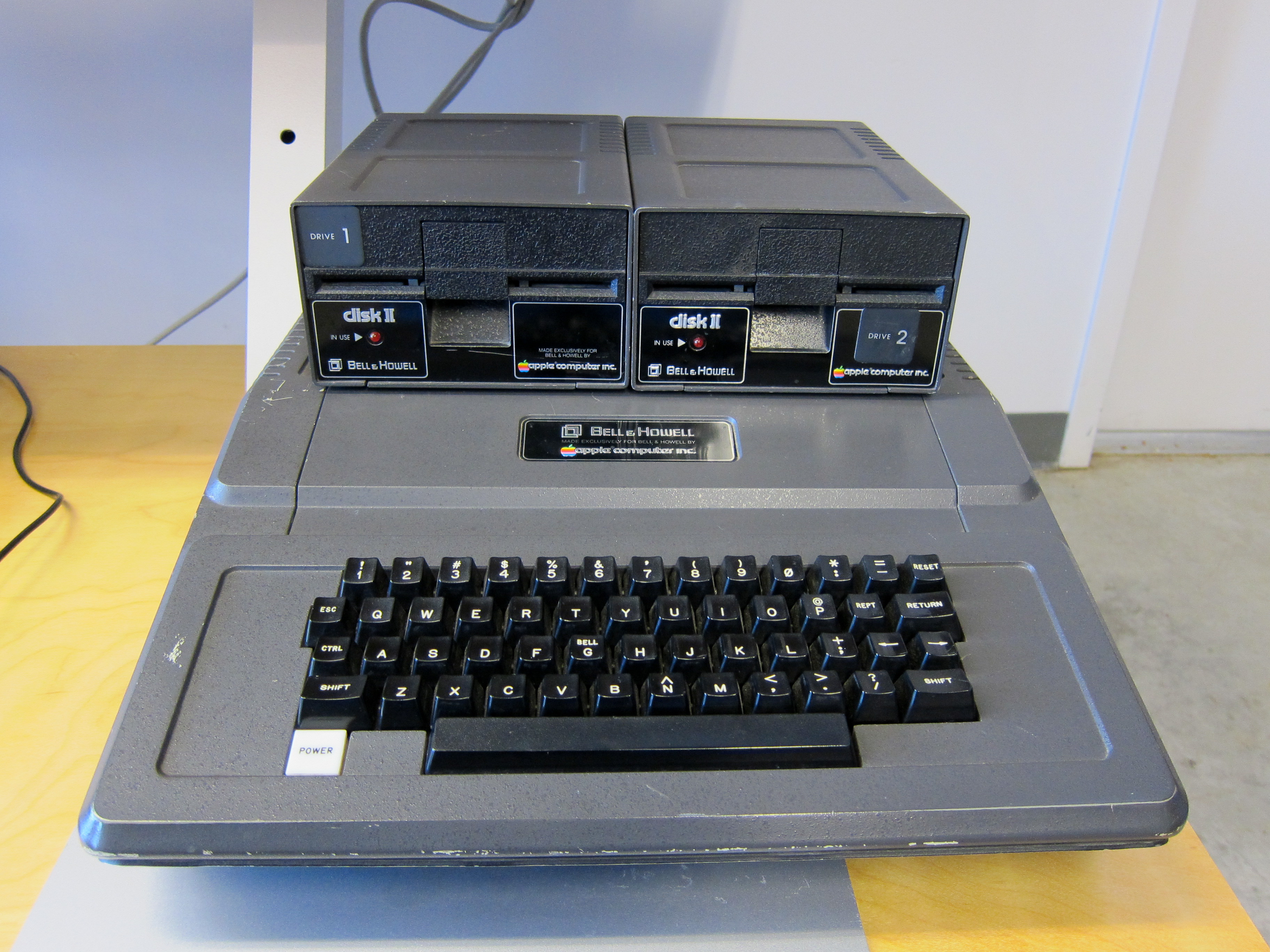
Bell & Howell Apple II Plus

### Apple II
最初のApple II。電源を入れてもBASICがホットスタートせず、モニタからCtrl+Bを入力する必要があった。リビジョン0と呼ばれた最初期のApple IIはパワーオンリセット機能もなく、電源を入れてRESETボタンを押すことでリセットがかかりモニタが起動した。キーボード左下のパワーランプは他のキーと同じ形状で（押しても沈まない）キートップが点灯する仕様。

### Apple II plus
オートスタートROMが搭載されて、FDDが接続されていればFDDから、接続されていなければ内蔵のBASICが自動でブートするようになった。キーボード左下のパワーランプが埋め込み型になり左シフトキーを押す際に邪魔にならなくなった。後期モデルではキーボードがスカルプチャータイプになっている。

### Apple II J-plus
Apple II plusをベースに、日本向けにカナ文字が表示できるようになったもの。東レがAppleと代理店契約を結び、1980年9月8日に発売された。カナ文字を表示させるためにキャラクターセットの一部とモニタROMが変更されており、その為、ソフトによっては文字化けを起こしたり動かなかったりとコンパチビリティに問題があった。キーボードはキーのフロント部分にカナ文字が刻印されていた。マニュアルはESDラボラトリが翻訳した日本語版が付属した。
カナ文字自体はDOS Tool Kitのハイレゾ・キャラクタージェネレーターを使用することで、J-plus以外でもHIRES画面を用いて描画することができた。市販のプログラムでもカナ文字はソフトウェアでHIRES画面に直接描画されることが多く、J-plusのカナ表示機能を必要としたのはデータベースなど、ごく一部のビジネスソフトに限られた。
なおJ-plus発売以前に既存のApple IIをカタカナ（とアルファベット小文字）表示に対応する改造サービスをESDラボラトリが行っており、こちらの方は既存のROMを交換しないため互換性が損なわれることは無かった。改造された本体はキーボード前面にJ-plusと同じ配列のカナ文字が刻印されるが、J-plusのようなシルク印刷ではなく加工で文字が刻み込まれている違いがある。

### Apple II europlus
欧州でも動くように電源ユニットが220V対応になったもの。ビデオ信号も欧州向けに50Hzに変更されている（基板上のジャンパーで切り替えられる）がモノクロ出力で、カラーで表示するには7番スロットにPALカードを挿す必要があった（7番スロットは「PALカード専用」と書かれたシールで封印が施されていた）。ROMは書き換えられていないので、ソフトのコンパチビリティは高かった。

### Apple II Arabic-plus
スロット0番にアラビア語を出力するためのボードが挿ささったもの。このボードをオンにして起動するとアラビア語モードとなり、キャラクターセットがアラビア文字になり、タイプした文字が『右→左』で出力されるようになる。キートップにはアルファベットと一緒にアラビア文字がシルク印刷されていた。

### Apple IIe
Apple III が商業的に失敗したことを受けて製造された拡張版Apple II。0番スロットがAUXスロットに変わり、メモリボードを挿すことで1行80文字のテキストと、ダブルハイレゾ（560×192ドット、16色）のグラフィックが表示できるようになった。またキーボードがフルASCIIセットとなり、アルファベットの小文字が直接入力できるようになった他、上下のカーソルキーやAppleキーも新設された。

### Apple IIc
必要なインターフェースを全て内蔵させる代わりに拡張スロットを廃して小型化させたApple II。ただし外付けでかなり大きなACアダプタが付くので全体ではコンパクトにならない。内蔵の5インチFDDは薄型化によりドライブの機構が変わり、そのためプロテクトのきついソフトは正常動作しない確率が高く、メーカーはIIc対応版のソフトを新たにリリースして対応することとなった。マウスインターフェースを標準装備していて、マウスを直接繋いで使うことができた。

### Enhanced Apple IIe
IIcで拡張された機能が取り込まれたIIe。CPUがIIcと同じCMOSタイプに変更され、ROMもIIcと同じものになった。ノーマルのApple IIeをEnhancedモデルへアップグレードするキットも発売された。

### Apple IIGS
CPUに65816を載せた16ビット版のApple II。グラフィックとサウンドが大幅に強化されている。本体はキーボード分離型となり、一見するとMacintosh LCのような外観となった。メモリを4MBに拡張することでGS/OSというGUIベースのOSが使用できた。Apple IIのソフトはMEGA IIという専用のチップで動作した。
Apple IIeをGSにアップグレードするコンバージョンキットも販売された。ただしマザーボードと底板がそっくり交換となり、流用できるのはケースとキーボードと電源程度となる。

### テンキー付き Apple IIe
本体ケースがMacと同じ材質のプラチナホワイトカラーとなったモデル。キー配列がGSと同じになり、テンキーも新設された。メモリは標準でオンボード128KB。

### Apple IIc plus
内蔵のフロッピーディスクドライブがMacの800KBフォーマットに対応した3.5インチのドライブに変更された。また電源が内蔵されACアダプタが不要になり本来の意図でのコンパクトモデルになった。

### Apple IIe Card
Macintosh上でApple II のソフトウェアを動かすためのカード。Macintosh LCのLCカードスロットに挿して使う。FDDはMacintosh内蔵のドライブが使えたが、5インチのフロッピーディスクドライブを動かしたい場合は、付属のケーブルでApple II 用のドライブを接続して使うこともできた。またMacintoshのハードディスクにディスクをコピーして使うこともできた。
オプション設定でカラーバースト信号を切り替えたり、クロック数を上げてオーバークロックで動作させることもできた。

### Bell & Howell Micro Computer
Bell & Howell社向けに出荷したApple IIのOEM品。本体ケースが黒色になっている事と、背面にAV関係をコントロールする各種アウトレットが増設されている違いがある。

## 互換機
Apple IIは多数の互換機（クローン）も出現したが、大半は知的財産権的に問題があり消滅した。しかし当時もクリーンルーム設計で問題を回避したLaser 128のような機種もあった。同機は日本の秋葉原でも見られた。
ワコーインターナショナルから発売された「MARVEL 2000」は、マイコン雑誌にカラーで広告が掲載されていた。

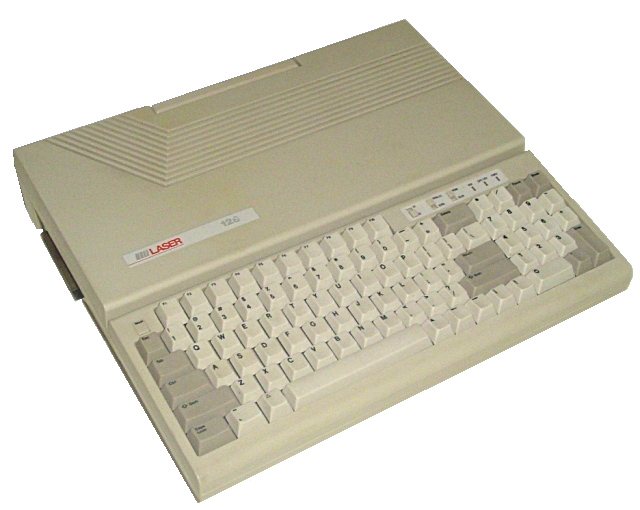
Laser 128（香港製）
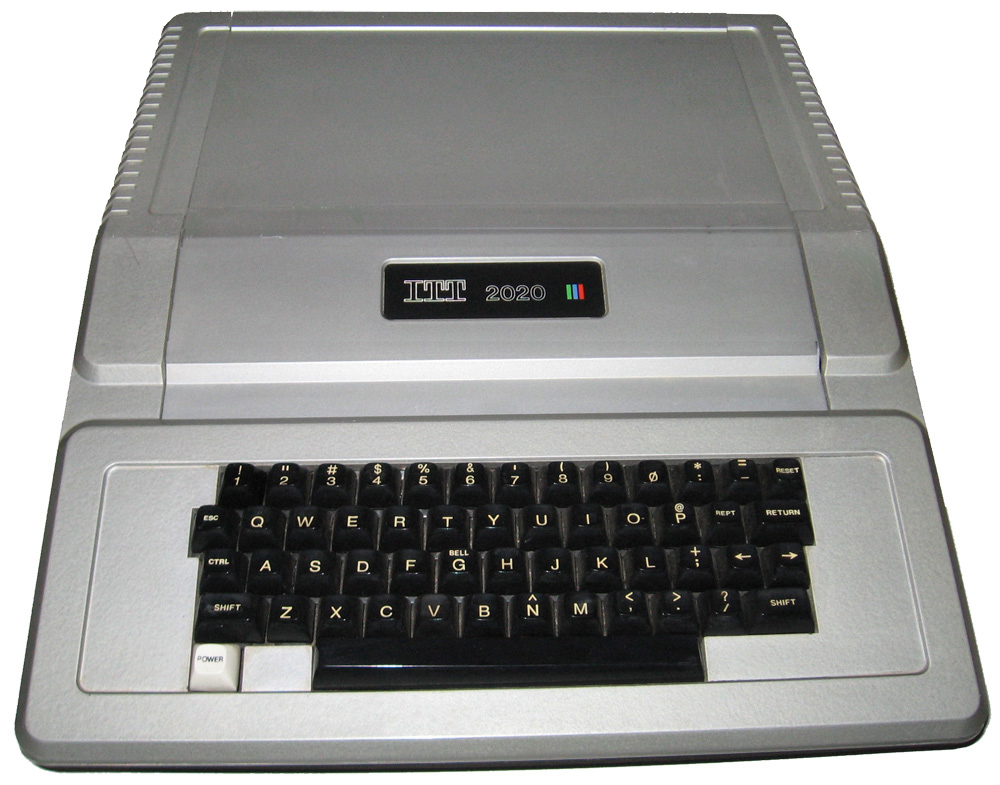
ITT 2020（アメリカ製）
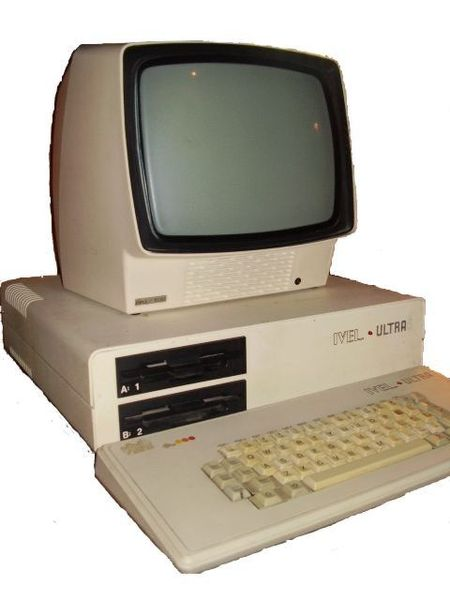
Ivel Ultra Model 2（台湾製）
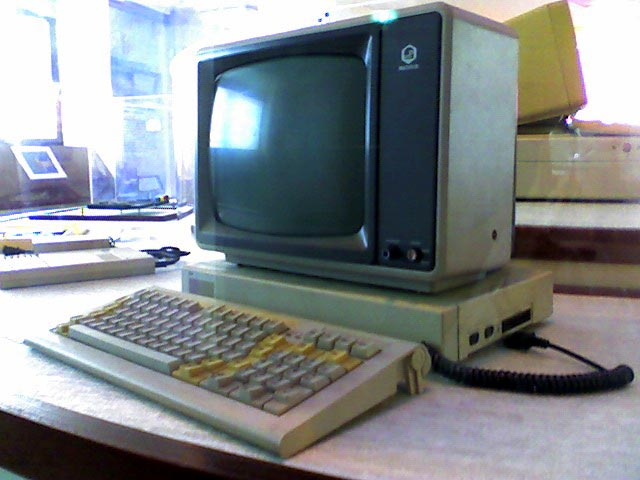
Microprofessor III（台湾製）
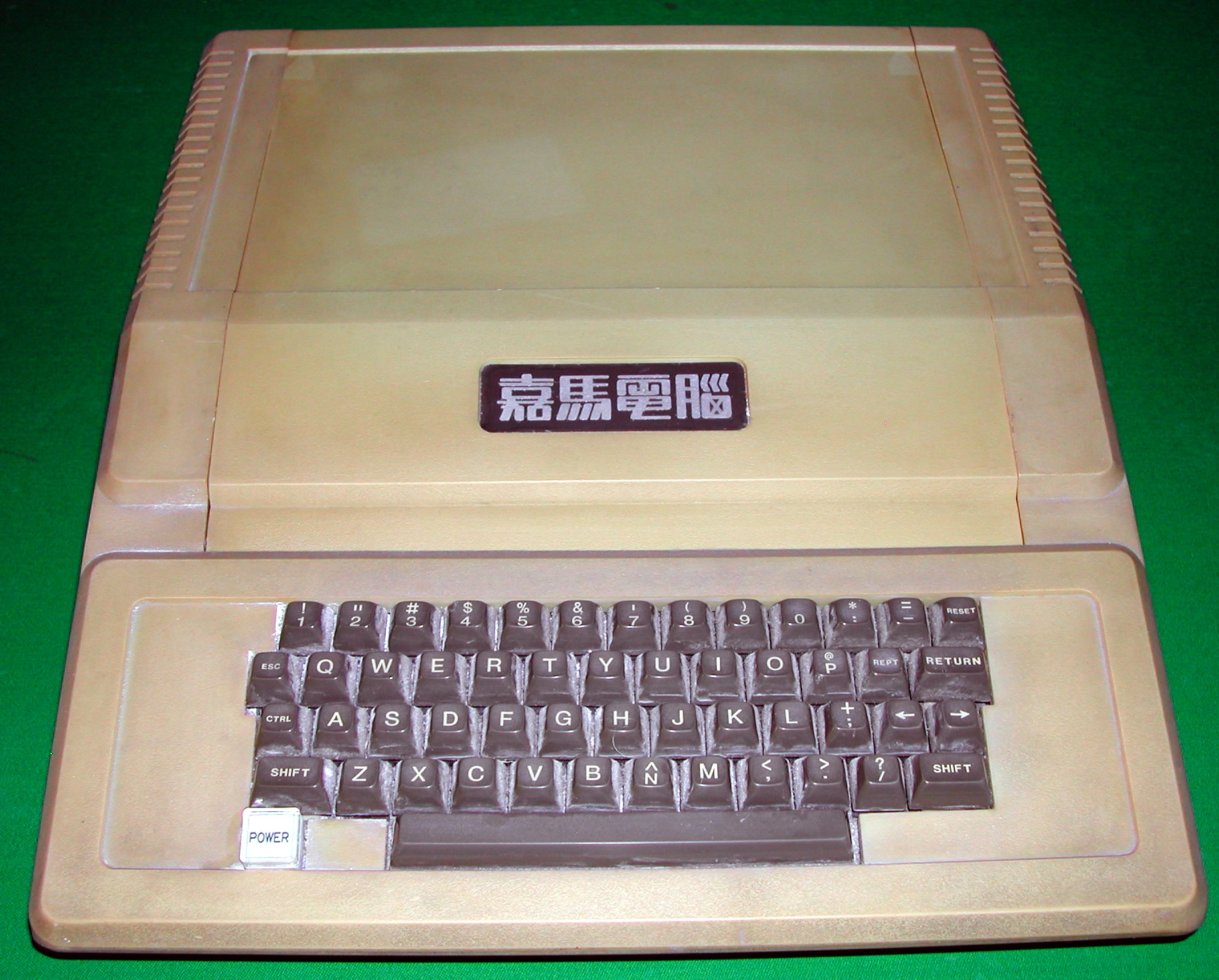
SPS-109（台湾製）